# Keir Gilchrist
Pour les articles homonymes, voir Gilchrist.
Keir Gilchrist est un acteur canadien, né le 28 septembre 1992 à Londres. Il est surtout connu pour son rôle de Marshall Gregson dans la série United States of Tara ainsi que pour avoir incarné Sam Gardner, rôle principal de la série Netflix, Atypical.

## Biographie
Keir est né à Londres de parents canadiens, Catherine et Ian Gilchrist. Son grand-père maternel est Douglas Dennison Peters (en), un banquier, économiste et homme politique canadien. Il a des origines écossaises, anglaises et irlandaises. 
Il passe les premières années de sa vie à Londres puis déménage à Boston aux États-Unis, puis à New York avant de déménager à Toronto. 

### Carrière
Très jeune, il se découvre une passion pour le métier d'acteur. Il rejoint l'Annex Children's Theatre. 
Sa carrière débute en 2003 dans la version américaine de la série télévisée Queer as Folk. Il y interprète le rôle du fils du sénateur homophobe Jim Stockwell dans la saison 3.
Il apparaît ensuite dans plusieurs séries télévisées avant de décrocher, en 2009, son rôle le plus connu dans la série United States of Tara. Il y incarne Marshall Gregson, le fils de Tara Gregson (Toni Collette), mère de famille souffrant de trouble dissociatif de l'identité.
En février 2015, il est à l'affiche du film d'horreur It Follows de David Robert Mitchell.
En 2017, il interprète le rôle principal de Sam, un jeune homme ayant un trouble du spectre de l'autisme (TSA), dans la série Netflix Atypical.

## Filmographie

### Cinéma
- 2004 : The Right Way : David enfant
- 2004 : Ralph (Saint Ralph) : fils des Collins
- 2005 : Horsie's Retreat : Louie
- 2006 : A Lobster Tale : Mike Stanton
- 2007 : Dead Silence : Henry enfant
- 2008 : The Egg Factory : Matthew Hanson
- 2008 : The Rocker : fils de Moby
- 2009 : Just Peck : Michael Peck
- 2009 : Hungry Hills : Snit
- 2010 : Une drôle d'histoire (It's Kind of a Funny Story) : Craig Gilner
- 2011 : Matty Hanson and the Invisibility Ray : Matty Hanson
- 2014 : It Follows : Paul
- 2014 : The Heyday of the Insensitive Bastards : Michael
- 2015 : Dark Summer : Daniel
- 2015: The Prison Experiment - L'Expérience de Stanford : Un gardien
- 2015 : Len and Company : William
- 2016 : Katie Says Goodbye de Wayne Roberts : Matty
- 2017 : Tilt : le dealer de champignons (non crédité)
- 2017 : Heartthrob de Chris Sivertson : Henry Sinclair
- 2020 : The Education of Fredrick Fitzell de Christopher MacBride (en post production)
- 2024 : Freaky Tales d'Anna Boden et Ryan Fleck :
- 2025 : By Design de Amanda Kremer : Gary

### Télévision
- 2003 : Queer as Folk : Jim Stockwell Jr. (saison 3, épisode 9)
- 2004 : Doc : R. J. Mitchell (saison 5, épisode 7)
- 2004 : Samantha: An American Girl Holiday (téléfilm) : le garçon de l'usine
- 2005 : Missing : Disparus sans laisser de trace : Danny Shepard (saison 3, épisode 3)
- 2006 : ReGenesis : le garçon de 10 ans (saison 2, épisode 10)
- 2006 : Miss Spider (série d'animation) : voix de Squidge
- 2007 : The Winner : Josh McKellar (6 épisodes)
- 2007 : The Altar Boy Gang (téléfilm) : Neil
- 2007 : Derek : Jamie (saison 3, épisodes 2 et 15)
- 2007 : Les Griffin (série d'animation) : voix de Kyle (saison 5, épisode 11)
- 2009 : The Listener : Daniel/Lisa (saison 1, épisode 5)
- 2009-2011 : United States of Tara : Marshall Gregson (36 épisodes)
- 2012-2013 : Delete (en) : Daniel Gerson (2 épisodes)
- 2013 : Les Griffin (série d'animation) : voix de Toby (saison 11, épisode 12)
- 2013 : Newsreaders : Ben Hayflack à 18 ans (saison 1, épisode 8)
- 2014 : Sea of Fire (téléfilm) : Rudy McAllister
- 2017 : Room 104 : Alex (saison 1, épisode 10)
- 2017-2021 : Atypical (série) : Sam Gardner

### Court-métrage
- 2004 : The Sadness of Johnson Joe Jangles : Clint
- 2005 : The Waldo Cumberbund Story : Waldo Cumberbund jeune
- 2006 : Spoonfed : Bobby
- 2006 : Find : Ed jeune
- 2013 : Seasick Sailor : Penna
- 2015 : Smoke : Michael
- 2015 : Los : Left
- 2016 : The Elvis Room : Kurt
- 2017 : Pisces : Alex

## Distinctions

### Nominations
- 2008 : Young Artist Awards : Meilleur acteur dans une série télévisée pour The Winner[1]